# Plaza Huerto Sogueros (Castellón)
La plaza Huerto Sogueros es una gran explanada situada en pleno casco urbano de Castellón (España). Fue construida en honor a la gente que trabajaba el cáñamo hasta principios del siglo XX y ocupa el lugar donde tenían lugar dichos trabajos. En mapas antiguos de la ciudad este terreno está señalado con el nombre de Secà de Godes.

## Confusión del nombre
Castellón de la Plana es una ciudad bilingüe (castellano y valenciano), y el nombre valenciano Hort dels Corders confunde a mucha gente con un huerto de corderos, pero, el nombre de la plaza (como atestigua el nombre castellano), proviene de que en este lugar se llevaban a cabo el trabajo artesanal del cáñamo, donde se producían cuerdas y alpargatas.

## Descripción general
La plaza es una gran explanada con jardines laterales, atravesada por la Calle Santos Vivancos, la flanquean dos grandes monumentos.

## Historia
Antiguamente, en los terrenos que ocupa esta plaza, se encontraba un gran huerto de cáñamo, fuente de riqueza de la ciudad durante muchos años.

## Localización
La Plaza, se encuentra al principio de la Avenida del Rey.

## Observaciones

Bajo esta plaza, se encuentra un aparcamiento público

La plaza es totalmente peatonal, pero por la calle Santos Vivancos, atraviesan coches que acuden al Centro de Especialidades Médicas o salen del aparcamiento situado bajo la plaza.

### Elementos de interés
- Monumento al rey Jaime I:tras la construcción de la plaza y la apertura a los coches de la Avenida del Rey, el monumento dedicado al fundador de la ciudad se trasladó al comienzo de la plaza desde esta avenida.
- Monumento al Menaoret:consiste en un pequeño monolito de piedra con la efigie de un hombre ejerciendo este oficio (hacer cuerda).
- Monumento al Menaoret:este monumento, de grandes dimensiones, consiste en una fuente, en la cual, desde el centro sale una torre acabada en unas grandes manos de colores. Alrededor, aparecen esculturas de menaorets haciendo cuerda y extendiendo el cáñamo. Este monumento, fue encargado por el ayuntamiento al artista castellonense Ripollés.

### Edificios de interés
- Antiguo edificio de la Delegación de Hacienda.
- Centro de Especialidades Médicas Jaume I
- Alpargateria tradicional IATA Espardenyes (C/ Santo Vivancos, 2)

- Datos: Q6079574
- Multimedia: Plaça de l'Hort dels Corders / Q6079574